# Semiothisa perplexata
Semiothisa perplexata är en fjärilsart som beskrevs av Richard F. Pearsall 1913. Semiothisa perplexata ingår i släktet Semiothisa och familjen mätare. Inga underarter finns listade i Catalogue of Life.